# Curt Hennig
Curtis Michael Hennig, meglio conosciuto come Curt Hennig e come Mr. Perfect (Robbinsdale, 28 marzo 1958 – Tampa, 10 febbraio 2003), è stato un wrestler statunitense.
Ha lottato nella World Wrestling Federation, nella World Championship Wrestling e in varie federazioni minori. È stato introdotto postumo nella WWE Hall of Fame ed è il padre del wrestler Curtis Axel.
Nel corso della sua carriera ha detenuto vari titoli come World Heavyweight Championship nell'American Wrestling Association (per 373 giorni, il settimo più lungo regno nella storia del titolo), il WWC Universal Heavyweight Championship e il World Heavyweight Championship i-Generation per due volte.
È stato per due volte WWE Intecontinental Champion ed è stato nominato dalla federazione come uno dei migliori cinque campioni intercontinentali di tutti i tempi nonché un atleta che ha portato il titolo a un nuovo livello di credibilità.
Oltre a vincere diversi titoli in WCW durante la fine del 1990, è stato membro dell'nWo e leader del gruppo country The West Texas Rednecks, che ha registrato la popolare canzone tongue-in-cheek Rap is Crap.
Sia la WWF che la WCW hanno riconosciuto Hennig come uno dei più grandi lottatori professionisti di tutti i tempi.

## Carriera

### American Wrestling Association (1980–1988)

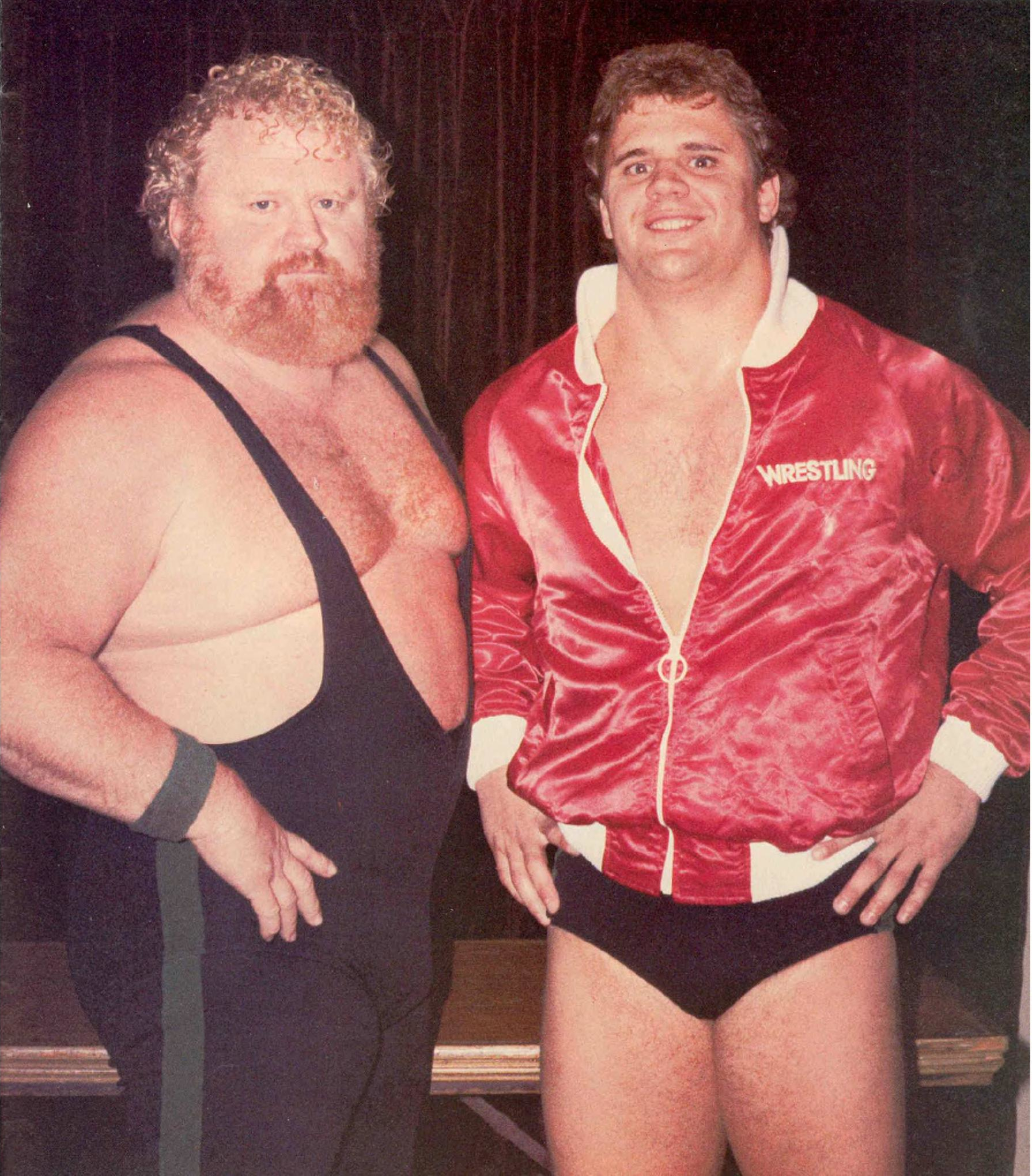
Curt Hennig con il padre Larry "The Axe" Hennig (1985)

Figlio della leggenda del ring Larry "The Axe" Hennig, Curt iniziò la sua carriera da wrestler nel 1979 nella American Wrestling Association, lottando come "Cool" Curt Hennig; lottò inoltre in altre federazioni indipendenti del circuito NWA, con buoni risultati. Nella AWA diede dapprima vita ad un tag team con Scott Hall, vincendo l'AWA World Tag Team Championship il 18 gennaio 1986 ed in seguito sconfisse Nick Bockwinkel conquistando l'AWA World Heavyweight Championship il 2 maggio 1987. Mantenne la cintura per più di un anno, prima di perderla in favore di Jerry Lawler il 9 maggio 1988. Qualche tempo dopo, lasciò la AWA per passare alla World Wrestling Federation.

### World Wrestling Federation (1988–1996)

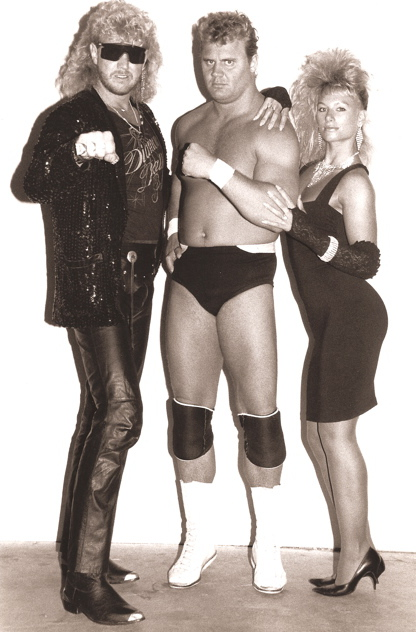
Diamond Dallas Page, Curt Hennig e Diamond Doll Tonya nel 1988

Nel 1988 approdò nella WWF, federazione nella quale aveva già combattuto qualche incontro tra il 1982 ed il 1984. Nel corso del secondo stint nella WWF interpretò la gimmick di Mr. Perfect, prototipo dello sportivo perfetto in ogni disciplina. Per un anno fu impegnato in feud contro The Blue Blazer, The Red Rooster e Jimmy Snuka senza mai perdere alcun incontro; la striscia di vittorie terminò quando fu sconfitto da Hulk Hogan in un match per il WWF Championship tenutosi nel 1989.
Inizialmente Mr. Perfect venne accompagnato da The Genius come manager, prima di passare alla scuderia di Bobby Heenan; come protetto di Heenan vinse il Titolo Intercontinentale sconfiggendo il due volte Campione Tito Santana nella finale di un torneo valido per la cintura resa vacante da Ultimate Warrior, diventato campione del titolo assoluto WWF a WrestleMania VI battendo Hulk Hogan da campione intercontinentale.

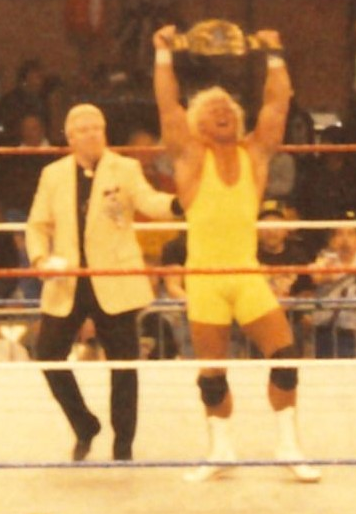
Mr. Perfect vince il Titolo Intercontinentale

A SummerSlam 1990 perse il Titolo in favore di Texas Tornado, ma lo riconquistò nel novembre dello stesso anno grazie all'aiuto di Ted DiBiase, mantenendolo fino all'agosto del 1991, quando lo perse contro Bret Hart a SummerSlam. Per gran parte di questo periodo, Hennig fu costretto a lottare nonostante un serio infortunio alla schiena; ciò determinò il seguente periodo di pausa dal wrestling lottato, durante il quale assunse dapprima il ruolo di "consulente esecutivo" di Ric Flair ed in seguito quello di commentatore dello show Superstars of Wrestling. Rientrò attivamente sul ring lottando accanto a Randy Savage contro Razor Ramon e Ric Flair nel corso di Survivor Series 1992, dopo aver rotto con Flair ed Heenan ("consulente finanziario" di Flair) ed aver completato il suo turn face. Savage e Perfect vinsero il match per squalifica. In seguito Perfect eliminò Flair dalla Royal Rumble 1993 e lo sconfisse poi in un "Loser Leaves The WWF Match. Questi difatti lasciò la federazione e tornò in WCW. Heenan, non prendendo bene la sua sconfitta, oltre al tradimento di Mr. Perfect,gli scagliò addosso "The Narcissist" Lex Luger. I due si affrontarono a Wrestlemania IX con Luger vincitore malgrado i piedi di Hennig erano sulle corde, durante il onteggio finale. Lo scontro proseguì fuori dal ring con l'atleta perfetto che incappò in Shawn Michaels, subendone un'aggressione mentre questi era impegnato con Luger. Mr. Perfect ricambiò il gesto di HBK facendogli perdere il titolo intercontinentale contro Marty Jannetty, ex compagno di coppia di Michaels. Durante l'incontro interferrì lanciando un asciugamano in faccia a Michaels permettendo a Jannetty un rool-up per lo scienamento finale. Al torneo King of the Ring si scontrò con Doink, ma dovette ripetere l'incontro poiché il primo match andò oltre il tempo massimo. Nel secondo match, batté il clown con l'aiuto di Crush che venne a bloccare le interferenze di un secondo clown intento a dare una mano a quello presente sul ring. Ai quarti di finale batté Mr. Hughes per squalifica. Si fermò alle semifinali dove fu battuto di nuovo da Bret "Hitman" Hart, che vinse il torneo. A Summerslam vi fu il faccia a faccia contro Shawn Michaels, che nel frattempo si era ripreso la cintura intercontinentale grazie all' aiuto della sua guardia del corpo, l'imponente Diesel. Perse l'incontro per conteggio fuori causa interferenza di quest' ultimo, con cui avviò una faida, mentre Shawn Michaels fu squalificato per un controllo antidoping rendendo la sua cintura vacante. La prima sfida dovette avvenire alle Survivor Series in un match 4 vs. 4. Mr. Perfect era in programma a far squadra con Razor Ramon, che aveva vinto in una battle royal il titolo intercontinentale lasciato vacante da HBK, poi Marty Jannetty e 1-2-3 Kid, contro I.R.S., Diesel, Adam Bomb e Rick Martel. Fu sostituito da Macho Man Randy Savage per un infortunio.
A WrestleMania X fu l'arbitro speciale del match tra Lex Luger e Yokozuna che terminò con la squalifica di Luger. Hennig giustificò poi in varie interviste il gesto, sostenendo che quest' ultimo, ora un eroe americano e non più il narcissista di quando era appena arrivato in federazione, aveva aggredito ingiustamente i due manager di Yokozuna, intervenuti sul ring dopo che il loro assistito aveva appena subito la mossa finale di Lex il bionic elbow. Divenne di nuovo un heel e avrebbe dovuto così riprendere la faida con Lex Luger lasciata in sospeso per via di Shawn Michaels nell'edizione precedente di Wrestlemania, ma per un infortunio al piede rimediato poco dopo la decima edizione fu sostituito da Crush.
Si allontanò per qualche tempo dal ring e fece il suo ritorno nel 1995 come commentatore di Survivor Series e come manager di Hunter Hearst Helmsley; tempo dopo tornò al commento di WWF Superstars. Hennig sarebbe dovuto tornare a combattere in un feud contro Helmsley, ma i piani furono scartati quando si infortunò, apparentemente per colpa di Helmsley nel backstage. In realtà ricevette un'offerta vantaggiosa e più remunerativa dalla WCW, e lasciò la federazione di Stamford.

### World Championship Wrestling (1997–2000)
Hennig passò alla World Championship Wrestling nel 1997, dove decise di lottare usando il suo vero nome, Curt Hennig; sia i Four Horsemen che il New World Order (nWo) provarono a farlo schierare dalla loro parte. Debuttò ufficialmente a Bash at the Beach '97 come "mistery tag team partner" di Diamond Dallas Page; nel corso del match Hennig si rivoltò contro Page ed iniziò un feud contro di lui. In seguito si unì ai Four Horsemen, prendendo il posto di Arn Anderson, da poco ritiratosi. La stable prese parte ad un feud contro l'nWo che culminò in un match a Fall Brawl; prima del match Hennig fu attaccato dalla nWo nel backstage ed arrivò sul ring a metà dell'incontro con un braccio fasciato. Il tutto si riverlò essere frutto di un piano che aveva come scopo il tradimento di Hennig ai danni dei Four Horsemen ed il conseguente passaggio all'nWo. Hennig vinse quindi lo United States Championship sconfiggendo Steve McMichael nel settembre del 1997; perse la Cintura a dicembre dello stesso anno, nel corso di Starrcade 1997 contro Diamond Dallas Page.
Per tutto il 1998 fu bloccato da un infortunio al ginocchio. Quando l'nWo si separò in due blocchi distinti, Hennig passò all'nWo "Wolfpac" assieme a Rick Rude. Hennig non fu in grado di combattere contro Bill Goldberg a The Great American Bash 1998 e chiese a Konnan di prendere il suo posto. Konnan perse il match e venne attaccato da Hennig e dal suo amico Rick Rude. La sera successiva, nel corso di Monday Nitro, Curt Hennig e Rick Rude passarono all'nWo "Hollywood". Nonostante l'infortunio affrontò il WCW World Champion Goldberg in due occasioni, perdendo entrambi i match. A settembre, Hennig smise di apparire negli show televisivi della WCW per recuperare dall'infortunio. Al suo ritorno a Starrcade 1998 aiutò Eric Bischoff a sconfiggere Ric Flair.
Nel 1999 si unì all'nWo "Black and White" e diede vita ad un tag team con Barry Windham. Hennig e Windham persero contro Ric e David Flair a Souled Out 1999 in seguito all'interferenza di Arn Anderson. Dopo il match, il resto dell'nWo arrivò sul ring per umiliare i Flair: Ric venne bloccato mentre David veniva picchiato da Hollywood Hogan. Poco dopo, Hennig fu attaccato dall'nWo e buttato fuori dal gruppo. Hennig conquistò il World Tag Team Championship con Windham. Tre mesi dopo divenne leader di una nuova stable, i West Texas Rednecks, della quale facevano parte anche Barry, suo fratello Kendall Windham e Bobby Duncum jr. Benché fossero heel, vennero caldamente supportati dai fan del sud degli Stati Uniti ed il progetto di feud contro i rapper face della stable "No Limit Soldiers" fu scartato. Quando l'avventura con i Rednecks terminò, Hennig prese parte ad un feud contro gli Harlem Heat e Shawn Stasiak. Durante il feud, Stasiak chiamò sé stesso "Perfectshawn" Stasiak, un chiaro riferimento alla gimmick di "Mr. Perfect". Quando Stasiak vinse il feud, Hennig divenne per un breve periodo il suo allenatore, prima di lasciare la WCW nell'estate del 2000.

### X Wrestling Federation (2001–2002)
A metà del 2001 fece qualche apparizione sporadica nella World League Wrestling di proprietà di Harley Race. In seguito lavorò nel circuito indipendente fino al novembre 2001, quando entrò nella neonata Xcitement Wrestling Federation. Lottò nella XWF per il resto dell'anno, affrontando avversari quali Buff Bagwell e Vampiro. Nel dicembre 2001 fece anche qualche apparizione nella World Wrestling Council.

### Ritorno in WWF (2002)
Mr. Perfect tornò in WWF ad inizio 2002, partecipando alla Royal Rumble, dove venne eliminato per penultimo da Triple H, fornendo un'ottima prestazione che gli fece guadagnare un contratto a gettone. Ebbe poi una breve faida con Steve Austin e Rob Van Dam prima di creare un tag team con Big Boss Man. Fu licenziato dalla federazione il 5 maggio 2002, qualche giorno dopo aver dato vita ad una rissa con Brock Lesnar sul volo di ritorno da un tour nel Regno Unito (Plane Ride from Hell).

### Total Nonstop Action (2002–2003)
Dopo il licenziamento da parte della WWE, Hennig firmò con la Total Nonstop Action Wrestling. In TNA, ebbe un feud con Jeff Jarrett. Debuttò in un 6-man tag team match, come "partner misterioso" di Syxx-Pac e B.G. James contro Ron Killings, Jeff Jarrett e Brian Lawler. Il team di Hennig vinse il match quando Curt schienò l'NWA World Heavyweight Champion Ron Killings. Quindi ebbe una title shot con Killings il 16 ottobre ma perse a causa delle interferenze da parte di Jarrett. Si scontrò nuovamente con Killings il 23 ottobre, ma perse anche stavolta a causa di interferenze simili da parte di Mr. Wrestling III. Il 27 novembre Hennig fece coppia con B.G. James per sfidare i Disciples of the New Church ma fallì nell'impresa. Hennig ricevette l'ultima opportunità di vincere il World Title l'11 dicembre, questa volta contro Jeff Jarrett, ma perse il match.
Curt Hennig lottò il suo ultimo match l'8 gennaio, sconfiggendo David Flair in un "Axehandle on a Pole Match".

## La morte e l'eredità
Il 10 febbraio 2003, Hennig fu trovato morto nella stanza di un hotel in Florida, lasciando la moglie Leonice e i quattro figli, Joe, Amy, Kaite e Hank. La causa ufficiale della morte fu un'intossicazione acuta da cocaina, ma secondo il padre di Curt l'abuso di steroidi e antidolorifici avrebbe contribuito alla morte. Dopo i funerali, è stato sepolto nel cimitero Getsemani di New Hope, Minnesota.
Leonice Hennig firmò in seguito un contratto con la WWE per far entrare suo marito tra le WWE Legends.
Nel 2008, la WWE ha messo in commercio il cofanetto intitolato The Life and Times of Mr. Perfect che in due DVD ripercorre la carriera di Hennig.
Wade Boggs, che prese parte ad alcuni filmati del primo Mr. Perfect, lo presentò nel corso della cerimonia della WWE Hall of Fame il 31 marzo 2007; il premio fu ritirato da sua moglie, dai quattro figli e dai genitori.
"Macho Man" Randy Savage scrisse una canzone in memoria di Mr. Perfect intitolata Perfect Friend.
Joe Hennig, figlio di Curt, ha militato nella WWE col nome di Curtis Axel.
Inoltre, Curt ha anche una figlia, Amy, anche lei wrestler.

## Personaggio

### Mosse finali
- Perfect-Plex / Hennig-Plex (Bridging Cradle Suplex)
- Perfect Slam (Belly to Belly Suplex Slam)

### Manager
- Madusa[4]
- Diamond Dallas Page[5]
- The Genius
- Bobby Heenan
- Coach (John Tolos)
- Rick Rude
- Vincent / Curly Bill / Shane
- Jerry Lawler

### Soprannomi
- "Mr. Perfect"
- "The Perfect One"
- "Cool" Curt Hennig

## Titoli e riconoscimenti
- American Wrestling Association
  - AWA World Heavyweight Championship (1)[6][7]
  - AWA World Tag Team Championship (1)[8] – con Scott Hall[6]
- Future of Wrestling
  - FOW Heavyweight Championship (1)[6][9]
- George Tragos/Lou Thesz Professional Wrestling Hall of Fame
  - Classe del 2007[10]
- i-Generation Superstars of Wrestling
  - i-Generation World Heavyweight Championship (2)[6][11]
- Main Event Championship Wrestling
  - MECW World Heavyweight Championship (1)[6][12][13]
- Pacific Northwest Wrestling
  - NWA Pacific Northwest Heavyweight Championship (1)[6][14]
  - NWA Pacific Northwest Tag Team Championship (3)[15] – con Larry Hennig (1), Buddy Rose (1) e Pat McGhee (1)[6]
  - Salem City Tournament (1984)[16]
- Professional Wrestling Hall of Fame
  - Classe del 2015[17]
- Pro Wrestling Illustrated
  - Most Improved Wrestler of the Year (1987)
  - 13º tra i 500 migliori wrestler singoli nella PWI 500 (1991)
  - 28º tra i 500 migliori wrestler singoli nella PWI 500 (1992)
  - 55º tra i 500 migliori wrestler singoli nella "PWI Years" (2003)
- Pro Wrestling this Week
  - Wrestler of the Week (17–23 maggio 1987)[18]
- World Wrestling Council
  - WWC Universal Heavyweight Championship (1)[19][20]
- World Championship Wrestling
  - WCW United States Heavyweight Championship (1)[6][21][22]
  - WCW World Tag Team Championship (1)[23] – con Barry Windham[6]
- World Wrestling Federation
  - WWF Intercontinental Heavyweight Championship (2)[6][24][25]
  - WWE Hall of Fame (Classe del 2007)[6][26]
- Wrestling Observer Newsletter
  - Most Improved (1983)